# Vanakripa minutiellipsoidea
Vanakripa minutiellipsoidea är en svampart som beskrevs av Pinnoi 2003. Vanakripa minutiellipsoidea ingår i släktet Vanakripa, divisionen sporsäcksvampar och riket svampar.   Inga underarter finns listade i Catalogue of Life.